# Jan Reker
Johannes Meinto Joseph (Jan) Reker (Eindhoven, 3 juni 1948) is een voormalig voetbaltrainer en bestuurder van onder andere PSV.

## Trainer

### Begin van zijn carrière
Jan Reker speelde als voetballer in de jeugd bij Eindhoven, maar hij kwam nooit uit voor het eerste elftal. Hij moest op 20-jarige leeftijd stoppen met actief voetbal door een chronische knieblessure. Hij kwam op dat moment uit voor SV LEW.
Reker begon direct hierna, in 1969, als jeugdtrainer van Willem II. Twee jaar later verhuisde hij naar de jeugdopleiding van PSV. In 1977 verliet hij de club en werd hij assistent-trainer bij FC VVV onder Rob Baan. Een jaar later wilde PSV de jonge Reker graag terughalen als assistent-trainer. Reker kreeg toestemming de club te verlaten, als hij zelf voor een goede vervanger kon zorgen. Reker bracht de club hierop in contact met Sef Vergoossen, waarna hij naar PSV vertrok.

### PSV
In Eindhoven begon hij in 1978 als assistent-trainer onder Kees Rijvers. Begin 1980 kreeg Rijvers van PSV te horen dat ze zijn, tot 1983 doorlopende, contract zouden verbreken in de zomer. Hij besloot daarna zijn functie al in januari neer te leggen, waarna Reker tijdelijk het hoofdtrainerschap op zich nam. Reker eindigde dat seizoen teleurstellend derde achter AFC Ajax en AZ '67. In de zomer maakte hij weer plaats voor Thijs Libregts, die overkwam van Excelsior Rotterdam. Toen Libregts in 1983 vertrok naar Feyenoord, werd de toen pas 35-jarige Reker gevraagd hoofdcoach te worden.
Nadat Reker twee seizoenen als tweede was geëindigd en in zijn tweede seizoen zelfs alle prijzen aan zich voorbij zag gaan, stelde de club in 1985 Hans Kraay sr. boven hem aan als technisch directeur. Dit leidde aan het begin van het seizoen tot enkele conflicten, doordat Kraay zich, naast het technisch beleid, ook intensief met het eerste elftal bemoeide. In januari 1986 tekende Reker een contract bij FC VVV, waarmee hij onder het juk van Kraay uitkwam. Dat jaar loodste hij de club nog wel naar het landskampioenschap, het eerste sinds zijn aankomst in 1978. Bij VVV-Venlo volgde hij Sef Vergoossen op, die hij zelf bij de club had binnengebracht en zich eveneens op jonge leeftijd had opgewerkt naar hoofdtrainer. Bij PSV werd hij opgevolgd door zijn voormalige assistent Guus Hiddink.

### FC VVV
Reker tekende in Venlo een contract voor twee seizoenen, met de clausule dat hij de club zou verlaten als deze zou degraderen. In december 1986 beloofde hij zijn spelersgroep, dat hij, bij een uitoverwinning op Feyenoord, terug zou lopen naar huis. Nadat de ploeg met 0-3 had gewonnen, liep hij de 83 kilometer van Rotterdam naar zijn woonplaats Vessem. Hij deed 16 uur over de tocht.
Bij VVV presteerde Reker boven verwachting. In plaats van te strijden tegen degradatie, wist hij de ploeg in de twee seizoen dat hij de club onder zijn hoede had, naar de 5e plaats van de eredivisie te loodsen.

### Roda JC
In januari 1988 was er interesse van diverse clubs voor de trainer, zo meldden onder andere RSC Anderlecht en Standard Luik zich voor Reker. Uiteindelijk tekende hij bij Roda JC, dat hem wist vast te leggen door een kapitaalinjectie van Nol Hendriks. Reker bedong bij zijn aanstelling, na de negatieve ervaringen met Kraay bij PSV, dat de club geen technisch manager boven hem zou aanstellen. Hierdoor moest technisch directeur Rob Baan, onder wie hij in de jaren 70 werkte bij VVV, het veld ruimen bij de Limburgse club. Hij tekende er een contract voor drie jaar.
Ook bij Roda JC wist Reker in zijn eerste twee seizoenen de 5e plaats van de eredivisie te bereiken. In 1989 behaalde hij met de club tevens de kwartfinale van de Europacup II. Hierop werd zijn contract met vijf jaar verlengd. Aan het begin van zijn derde seizoen kwam Reker echter in aanvaring met geldschieter Hendriks, die hij beschuldigde zich te veel met het technische beleid van de club te bemoeien. Zo verkocht de geldschieter sterkhouders John van Loen aan RSC Anderlecht en Henk Fraser aan Feyenoord, waarna Reker zich niet kon vinden in de alternatieven die Hendriks bood. Op 5 februari 1991 besloot hij zijn contract in te leveren, hetgeen de club weigerde. Een dag later kondigde Reker hierop aan het seizoen af te zullen maken in Kerkrade, maar in de zomer te zullen vertrekken. In april presenteerde de club Adrie Koster als opvolger van Reker, waardoor deze de zijn contract in de zomer straffeloos kon verbreken. Roda JC eindigde dat seizoen op de 10e plaats.
Hoewel er interesse was van onder andere Feyenoord en KV Mechelen lukte het Reker niet een nieuwe werkgever te vinden voor het seizoen 1991-1992.

### Willem II
Het duurde tot eind oktober 1991 voordat Reker een nieuwe club wist te vinden. Het was Willem II dat Reker aanstelde, nadat het zich ontdaan had van clubman Piet de Visser. Hij tekende in eerste instantie een contract tot het eind van het seizoen, dit werd enkele maanden later echter alweer verlengd. In 1992 eindigde hij op de 12e plaats, in het jaar erop op de 10e en het jaar daarrop 8e plaats. Bij aanvang van het seizoen 1994-1995 presenteerde Willem II Theo de Jong als veldtrainer, zodat Reker meer tijd zou krijgen om zich op de technische zaken binnen de club te richten. In oktober 1994, kort na de start van zijn vierde jaar in Tilburgse dienst, maakte hij bekend de club aan het eind van het lopende seizoen te willen verlaten. In maart 1995 maakte MVV bekend, dat ze Reker hadden aangetrokken als trainer voor het daarop volgende seizoen. Hij volgde bij de Limburgse club Sef Vergoossen op, die op zijn beurt weer technisch directeur van de club werd. Hij eindigde zijn vierde seizoen in Tilburg met een 7e plaats op de ranglijst.

### MVV
In de zomer van 1995 startte Reker met MVV in de eerste divisie, nadat de club aan het eind van het seizoen 1994-1995 was gedegradeerd. Reker kende een slechte seizoensstart bij de Limburgse club en boekte geen enkele overwinning. In december 1995 stopte hij abrupt met zijn trainerscarrière. Hij bleek vier ernstig versleten ruggenwervels te hebben en besloot op doktersadvies te stoppen. Hij was op dat moment 47 jaar. Hij werd in Maastricht opgevolgd door zijn assistent Frans Körver.

## Bestuurder

### Coaches Betaald Voetbal
In 1990 kwamen diverse trainers uit het betaald voetbal op initiatief van Reker bij elkaar, om te spreken over de ontwikkelingen in het voetbal. Een van de uitkomsten van het overleg was, dat er een algemene wens was om eigen vakbond op te richten, die zich speciaal richtte op coaches in het betaalde voetbal. De toenmalige vakbond VVON, die opkwam voor alle voetbaltrainers had volgens de trainers te weinig oog voor de specifieke problemen van trainers in het betaald voetbal. In maart 1991 richtten de trainers de belangenvereniging Coaches Betaald Voetbal op, die in eerste instantie opereerde onder de paraplu van de VVON. Reker vormde met Hans Westerhof en Leo Beenhakker, die toen ter tijd trainer waren van FC Groningen en AFC Ajax het eerste dagelijks bestuur.
In januari 1992 vond de officiële oprichting van de vakbond CBV plaats. Reker werd lid van het dagelijks bestuur als secretaris en penningmeester, naast Theo Vonk, toen ter tijd trainer van FC Twente, en Louis van Gaal, toen ter tijd trainer van AFC Ajax, die respectievelijk voorzitter en vicevoorzitter werden. Later nam Van Gaal het voorzitterschap over van Vonk, waarna Westerhof vicevoorzitter werd. In 1995 werd Reker directeur van het CBV, dit zou hij blijven tot 2007. In 2006 kwam Reker in botsing met Van Gaal, die meermaals kritiek had geuit op toenmalig bondscoach Marco van Basten. Nadat de vakbond hem hiervoor berispte, zegde Van Gaal zijn lidmaatschap op.
Na zijn vertrek in 2007 kreeg Reker voor zijn verdiensten de eretitel 'ambassadeur' van de CBV. Eerder kregen Guus Hiddink en Leo Beenhakker die erefunctie al toegekend.

### Algemeen directeur PSV
In 2007 keerde hij terug bij PSV, om de functie van Algemeen Directeur te vervullen.
Als (oud-)Eindhovenaar was Reker zeer verguld met deze functie. In het begin had hij enige opstartproblemen; zo doorzag hij een humoristische opzet van Studio Voetbal niet (die Kenneth Pérez een Ajax-beeldje uit een rijdende auto liet gooien, zoals Rijk de Gooyer deed met een Gouden Kalf tijdens een rit met de taxi voor het tv-programma Taxi) en stuurde direct een boze brief naar de NOS om excuses te eisen. De excuses werden niet aangeboden.
In 2007, tijdens de zoektocht naar een opvolger voor de vertrokken hoofdtrainer Ronald Koeman, haalde Reker verscheidene malen de media met, naar later bleek voorbarige, aankondigingen over de aanstelling van de nieuwe trainer. Reker polste zowel Martin Jol als Fred Rutten, maar tot een aanstelling kwam het niet. Uiteindelijk contracteerde hij Huub Stevens, toen nog werkzaam bij Hamburger SV, voor het seizoen 2008-2009. Als tussenoplossing werd eerst assistent-trainer Jan Wouters aangesteld als hoofdcoach en vervolgens, per 1 januari 2008, Sef Vergoossen. Het huwelijk tussen Stevens en PSV werd echter geen succes. Nadat de spelersgroep het vertrouwen in hem had opgezegd, leverde Stevens op 28 januari 2009 zijn contract in. Reker noemde dit destijds "de zwaarste dag uit zijn hele carrière". Dwight Lodeweges, tot dan toe assistent van Stevens, werd aangesteld als interim-trainer. In zijn zoektocht naar een nieuwe hoofdtrainer kwam Reker opnieuw uit bij Fred Rutten, die per 1 juli 2009 in dienst trad.
Op 23 december 2009 kondigde PSV het vertrek van Reker aan nadat hij bij de Raad van Commissarissen had aangegeven zijn op 30 juni 2010 aflopende contract niet te willen verlengen. De laatste drie maanden van zijn dienstverband bij PSV werkte hij zijn opvolger Tiny Sanders in.